# نظریه نخبگان
نظریه نخبگان (به انگلیسی: Elite theory) در علوم سیاسی و جامعه‌شناسی، نظریه‌ای از دولت است که به دنبال توصیف و تبیین روابط قدرت در جامعه معاصر است. این نظریه باورمند است که اقلیتی کوچک ولی متشکل از اعضای نخبگان اقتصادی و شبکه‌های برنامه‌ریزی سیاست، بیشترین قدرت را دارند - و اینکه این قدرت مستقل از انتخابات دموکراتیک است.
اعضای نخبگان قدرت از طریق موقعیت خود در شرکت‌ها یا در هیئت مدیره شرکت‌ها و نفوذ بر شبکه‌های برنامه‌ریزی خط مشی از طریق حمایت مالی از بنیادها یا سمت‌ها با اندیشکده‌ها یا گروه‌های گفتگوی سیاست، تأثیر چشمگیری بر تصمیم‌های شرکت‌ها و دولت می‌گذارند.
ویژگی‌های اساسی این نظریه عبارت است از تمرکز قدرت، یکپارچگی نخبگان، تنوع و ناتوانی غیرنخبگان، یکپارچگی منافع نخبگان به سبب پیشینه و موقعیت مشترک و ویژگی تعیین‌کننده قدرت، موقعیت نهادی است.
نظریه نخبگان با کثرت‌گرایی (بیش از یک نظام قدرت) مخالف است، سنتی که بر این نکته تأکید می‌کند که چگونه گروه‌ها و منافع اجتماعی متعدد بر اشکال مختلف نمایندگی در مجموعه‌های قدرتمندتر حاکمان تأثیر می‌گذارند که به نتایج سیاسی شایسته‌ای کمک می‌کند که بیانگر نیازهای جمعی یک جامعه است.
نظریه نخبگان استدلال می‌کند دموکراسی یک اشتباه آرمان‌شهری است، همان‌طور که به‌طور سنتی در سنت محافظه‌کارانه ایتالیایی دیده می‌شود، دموکراسی در شکل آرمانی خود در سرمایه‌داری قابل تحقق نیست (دیدگاه رایج مارکسیست نظریه‌پردازان نخبه الهام گرفته شده).
حتی زمانی که کل گروه‌ها ظاهراً به‌طور کامل از شبکه‌های سنتی قدرت دولت کنار گذاشته شده‌اند (از نظر تاریخی، بر اساس معیارهای دلخواه مانند اشراف، نژاد، جنسیت یا مذهب)، نظریه نخبگان تشخیص می‌دهد که «ضد نخبگان» اغلب در چنین گروه‌های حذف شده رشد می‌کنند. گفت‌وگو بین چنین گروه‌های محروم با دولت را می‌توان به عنوان گفت‌وگو بین نخبگان و مخالفان تحلیل کرد. یک مسئله عمده، به نوبه خود، توانایی نخبگان برای انتخاب ضد نخبگان است.
نظام‌های دموکراتیک بر این فرض عمل می‌کنند که رفتار رأی‌دهی تأثیر مستقیم و چشمگیری بر نتایج سیاست‌گذاری دارد و این نتایج توسط بیشترین رأی‌دهندگان ترجیح داده می‌شود. یک مطالعه منتشر شده در سال ۲۰۱۴ که ترجیحات رأی دهندگان را به نتایج سیاست مرتبط می‌کرد، نشان داد همبستگی آماری بین این دو به شدت به میزان درآمد رأی دهنده وابسته است. در کمترین درآمد نمونه‌گیری شده در داده‌ها، ضریب همبستگی به صفر رسید در حالی که بالاترین درآمد دارای ضریب همبستگی بالای ۰/۶ بود. نتیجه پژوهش این شد که بین درآمد رأی دهندگان و اینکه چقدر ترجیحات سیاستی آنها به واقعیت تبدیل می‌شود، همبستگی قوی و خطی وجود دارد. علت این همبستگی هنوز در مطالعات بعدی ثابت نشده‌است ولی یک حوزه فعال پژوهشی است.

## تاریخچه

### دیدگاه باستانی نظریه نخبگان
پولیبیوس (حدود سال ۱۵۰ پ. م) به آنچه امروزه نظریه نخبگان را صرفاً «خودکامگی» می‌نامیم، اشاره می‌کند. او با اطمینان فراوان مطرح کرد هر سه شکل منشأ منابع قدرت سیاسی: یک انسان (سلطنت / نمایندگی)، تعداد کمی از انسان‌ها (خودکامگی)، بسیاری از (دموکراسی) در نهایت به شکل پستی از خود فاسد می‌شوند، اگر در یک «دولت مختلط» تفکیک قوا نباشد، سلطنت تبدیل به استبداد می‌شود دموکراسی تبدیل به حکومت اوباش خواهد شد و حکومت نخبگان (خودکامگی) در آنچه او الیگارشی نامید فاسد می‌شود. پولیبیوس عملاً گفت این به دلیل عدم اعمال صحیح تفکیک قوا بین سه شکل ذکر شده و همچنین نهادهای سیاسی بعدی است.

### مکتب نخبه‌گرایی ایتالیا
ویلفردو پارتو (۱۸۴۸–۱۹۲۳)، گایتانو موسکا (۱۸۵۸–۱۹۴۱)، و روبرت میخلز (۱۸۷۶–۱۹۳۶)، از بنیانگذاران «مکتب نخبه‌گرایی ایتالیا» بودند.، که بر نظریه نخبگان بعدی در سنت غربی تأثیر گذاشت.
چشم‌انداز مکتب نخبه‌گرایی ایتالیا بر دو ایده استوار است:
1. قدرت در جایگاه اقتدار در نهادهای کلیدی اقتصادی و سیاسی نهفته‌است.
2. تفاوت روانی که نخبگان را متمایز می‌سازد آنست که آنها دارای منابع شخصی هستند، به عنوان مثال هوش و مهارت و منافعی در دولت دارند و در حالی که سایرین ناتوان هستند و توانایی اداره خود را ندارند، نخبگان مدبر هستند و برای کارکرد دولت تلاش می‌کنند زیرا در واقعیت، نخبگان در یک وضعیت شکست خورده، بیشترین ضرر را خواهند داشت.

#### ویلفردو پارتو
پارتو بر برتری روانی و فکری نخبگان تأکید می‌کرد و باورمند بود آنها بالاترین دستاوردها در هر زمینه‌ای هستند. او وجود دو نوع نخبگان را مورد بحث قرار داد:
1. نخبگان حاکم
2. نخبگان غیرحکومتی.

همچنین این ایده را گسترش داد که یک نخبه کامل را می‌توان با نخبگان جدید جایگزین کرد و چگونه می‌توان  از نخبه بودن به غیرنخبگان.

#### گایتانو موسکا
موسکا بر ویژگی‌های جامعه‌شناختی و فردی نخبگان تأکید داشت. او می‌گفت نخبگان اقلیتی سازمان‌یافته ولی توده‌ها اکثریتی سازمان‌نیافته هستند. طبقه حاکم از نخبگان حاکم و نخبگان فرعی تشکیل شده‌است. او جهان را به دو دسته تقسیم می‌کرد:
1. طبقه سیاسی
2. طبقه غیر سیاسی

موسکا تأکید داشت نخبگان برتری فکری، اخلاقی و مادی دارند که بسیار مهم و تأثیرگذار است.

#### روبرت میخلز
جامعه‌شناس  میخلز «قانون آهنین الیگارشی» را طرح و ادعا کرد، سازمان‌های اجتماعی و سیاسی توسط افراد کمی اداره می‌شوند و سازمان اجتماعی و تقسیم کار کلیدی هستند. باورمند بود همه سازمان‌ها نخبه‌گرا هستند و نخبگان سه اصل اساسی دارند که به ساختار بوروکراتیک سازمان‌های سیاسی کمک می‌کند:
1. نیاز به رهبر، کادر متخصص و امکانات
2. استفاده از امکانات توسط رهبران درون سازمانی
3. اهمیت ویژگی‌های روانی رهبران

### نظریه‌پردازان نخبگان معاصر

#### المر اریک شاتشنایدر
المر اریک شاتشنایدر انتقاد شدیدی از نظریه سیاسی آمریکایی کثرت‌گرایی طرح کرد: در نظام دموکراتیک بجای آنکه بسیاری از منافع شهروندان توسط گروه‌های ذینفع به‌طور مساوی تأمین شود، شاتشنایدر استدلال کرد که نظام فشار به نفع باسوادترین و پردرآمدترین اعضای جامعه گرایش دارد و نشان داد که تفاوت بین کسانی که در فعالیت‌های گروه‌های ذینفع شرکت می‌کنند و کسانی که در حاشیه ایستاده‌اند بسیار بیشتر از بین رأی‌دهندگان با غیررأی‌دهندگان است.
شاتشنایدر در «مردم نیمه‌مقاوم» استدلال کرد که دامنه نظام فشار واقعاً بسیار کوچک است: گستره گروه‌های سازمان‌یافته، قابل شناسایی و شناخته شده به طرز شگفت‌انگیزی محدود است؛ هیچ چیز جهانی در مورد آن وجود ندارد و سوگیری تجاری یا طبقه بالای نظام فشار در همه جا خود را نشان می‌دهد. او می‌گوید: این تصور که نظام فشار به‌طور خودکار نماینده کل جامعه است، یک افسانه است. و در عوض، نظام منحرف و نامتعادل در خدمت منافع کسری از اقلیت است.

#### سی. رایت میلز
میلز در کتاب نخبگان قدرت منتشر شده در سال ۱۹۵۶ مدعی ارائه دیدگاه جدید جامعه‌شناختی در مورد نظام‌های قدرت در ایالات متحده شد. او گروه سه‌گانه‌ای از صاحبان قدرت - سیاسی، اقتصادی و نظامی - را شناسایی کرد که با بدنه متمایز و پراکنده، صاحبان قدرت در ایالات متحده را تشکیل می‌دهند.
میلز پیشنهاد کرد این گروه از طریق فرایند عقلانی‌سازی در همه جوامع صنعتی پیشرفته ایجاد شده‌است که به موجب آن مکانیسم‌های قدرت متمرکز شده و کنترل کلی را به دست یک گروه محدود و تا حدی فاسد هدایت می‌کند. این بیانگر کاهش سیاست به عنوان عرصه‌ای برای بحث و تقلیل به سطحی صرفاً رسمی از گفتمان بود. این تحلیل در مقیاس کلان به دنبال اشاره به تضعیف دموکراسی در جوامع «پیشرفته» و این واقعیت بود که قدرت عموماً خارج از حیطه اختیارات نمایندگان منتخب قرار دارد.
تأثیر اصلی برای این مطالعه، کتاب فرانتس لئوپولد نویمان، بهیموت: ساختار و عملکرد ناسیونال سوسیالیسم،۱۹۳۳–۱۹۴۴ بود، مطالعه‌ای در مورد چگونگی به قدرت رسیدن نازیسم در دولت دموکراتیک آلمان. ابزارهایی برای تجزیه و تحلیل ساختار یک نظام سیاسی فراهم کرد و به عنوان هشداری در مورد آنچه در یک دموکراسی سرمایه‌داری مدرن اتفاق می‌افتد عمل کرد.

#### فلوید هانتر
تحلیل نظریه نخبگان قدرت نیز در مقیاس خرد در مطالعات قدرت جامعه مانند آنچه توسط فلوید هانتر (۱۹۵۳) اعمال شد. هانتر به تفصیل قدرت روابط مشهود در شهر منطقه ای خود را بررسی کرد که به دنبال دارندگان واقعی قدرت بود نه کسانی که در مناصب رسمی آشکار بودند. او رویکردی کارکردگرایی ساختاری را مطرح کرد که سلسله مراتب و شبکه‌های ارتباط متقابل درون شهر را ترسیم می‌کرد - نقشه روابط قدرت بین بازرگانان، سیاستمداران، روحانیون و غیره. این مطالعه برای خنثی کردن مفاهیم فعلی هر «دموکراسی» موجود در سیاست شهری و تأیید مجدد استدلال‌های دموکراسی نیابتی واقعی ترویج شد. این نوع تجزیه و تحلیل همچنین در مطالعات بعدی و در مقیاس بزرگتر مانند مطالعات انجام شده توسط
ام. شوارتز در حال بررسی ساختارهای قدرت در حوزه نخبگان شرکتی در ایالات متحده است.

#### جی. ویلیام دمهاف
در کتاب جنجالی خود در سال ۱۹۶۷ چه کسی بر آمریکا حکومت می‌کند؟، جی. ویلیام دمهاف شبکه‌های فرایند تصمیم‌گیری محلی و ملی را به منظور بیان ساختار قدرت در ایالات متحده پژوهش کرد. او دقیقاً مانند هانتر ادعا می‌کند طبقه‌ای نخبه که مالک و مدیریت دارایی‌های درآمدزای بزرگ (مانند بانک‌ها و شرکت‌ها) است، بر ساختار قدرت آمریکا از نظر سیاسی و اقتصادی تسلط دارند.

#### جیمز برنهام
برنهام کار اولیه انقلاب مدیریتی به دنبال بیان حرکت تمام قدرت عملکردی به دست مدیران بود تا سیاستمداران یا بازرگانان -جداسازی مالکیت و کنترل. بسیاری از این ایده‌ها توسط پیلیومحافظه‌کاری ساموئل تی. فرانسیس و پل گاتفرید در نظریه‌های دولت مدیریت اقتباس شدند. برنهام افکار خود را در مورد نظریه نخبگان به‌طور خاص در کتابی به نام ماکیاولیست‌ها تبیین کرد که از جمله در مورد پارتو، موسکا و میخلز بحث می‌کند. برنهام تلاش می‌کند تا تحلیلی علمی از نخبگان و به‌طور کلی سیاست داشته باشد.
َ

#### رابرت دی. پاتنم
پاتنم توسعه دانش فنی و انحصاری در میان مدیران و سایر گروه‌های متخصص را مکانیزمی می‌دانست که قدرت را از فرایند دموکراتیک سلب می‌کند و آن را به مشاوران و متخصصانی می‌دهد که بر فرایند تصمیم‌گیری تأثیر می‌گذارند.
اگر چهره‌های مسلط در صد سال گذشته، کارآفرین، تاجر و مجری صنعتی بوده‌اند، «انسان‌های جدید» دانشمندان، ریاضی‌دانان، اقتصاددانان و مهندسان فناوری فکری جدید هستند.»

#### توماس آر. دای
دای در کتاب سیاست‌گذاری از بالا به پایین، استدلال می‌کند سیاست عمومی ایالات متحده ناشی از خواسته‌های مردم نیست بلکه از اجماع نخبگان موجود در بنیادهای غیرانتفاعی مستقر در واشینگتن، دی.سی.، اندیشکده‌ها، گروه‌های دارای منافع خاص، موسسه‌های حقوقی و بویژه لابی‌گری است. دیدگاه دای در این آثارش بیشتر بسط می‌یابد: طنز دموکراسی، سیاست در آمریکا، درک سیاست عمومی و چه کسی آمریکا را اداره می‌کند؟

#### جورج آ. گونزالس
جورج آ. گونزالس در کتاب قدرت شرکت‌ها و محیط زیست در مورد قدرت نخبگان اقتصادی ایالات متحده در شکل‌دهی سیاست‌های زیست‌محیطی به نفع خود، در سیاست آلودگی هوا: رشد شهرها، نوسازی زیست‌محیطی و شمول نمادین و همچنین در پراکندگی مراکز شهری، گرمایش جهانی و امپراتوری سرمایه می‌نویسد. گونزالس از نظریه نخبگان برای توضیح رابطه متقابل بین سیاست‌های زیست‌محیطی و رشد بی‌رویه شهرها در آمریکا استفاده می‌کند. جدیدترین اثرش، انرژی و امپراتوری: سیاست انرژی هسته ای و خورشیدی در ایالات متحده نشان می‌دهد نخبگان اقتصادی حمایت خود از گزینه انرژی هسته ای را به اهداف سیاست خارجی آمریکا پس از سال ۱۹۴۵ گره زدند در حالی که در همان زمان، این نخبگان با حمایت دولت از دیگر اشکال انرژی، مانند انرژی خورشیدی مخالف بودند که نمی‌تواند تحت سلطه یک ملت باشد.

#### رالف دارندورف
رالف دارندورف در کتاب تأملاتی در مورد انقلاب در اروپا، ادعا می‌کند برای تأیید صلاحیت مورد نیاز برای فعالیت سیاسی، یک حزب سیاسی تمایل دارد به ارائه دهنده «خدمات سیاسی» تبدیل شود یعنی اداره دفاتر عمومی محلی و دولتی. در طول دوره مبارزه انتخاباتی، هر حزب سعی می‌کند رأی دهندگان را متقاعد کند که برای مدیریت تجارت دولتی مناسب‌ترین است.  نتیجه منطقی این خواهد بود که این ویژگی را بپذیریم و طرفین را آشکارا به عنوان شرکت‌های ارائه دهنده خدمات ثبت کنیم. به این ترتیب، طبقه حاکم شامل اعضا و شرکای شرکت‌های قانونی می‌شود و «طبقه تحت حاکمیت» در انتخابات، شرکت مدیریت دولتی را انتخاب می‌کند که به بهترین وجه با منافع آن تناسب داشته باشد.

#### مارتین گیلنز و بنجامین آی. پیج
مارتین گیلنز و بنجامین پیج در تحلیل آماری خود از ۱۷۷۹ در موضوع سیاستی دریافتند نخبگان اقتصادی و گروه‌های سازمان‌یافته به نمایندگی از تجارت منافع تأثیرات مستقل زیادی بر سیاست دولت ایالات متحده دارند در حالی که شهروندان متوسط و گروه‌های ذی‌نفع توده مردم تأثیر مستقل کمی دارند یا اصلاً تأثیر ندارند.

#### توماس فرگوسن
نظریه سرمایه‌گذاری رقابت حزبی دانشمند علوم سیاسی توماس فرگوسن را می‌توان به عنوان یک نظریه نخبگان در نظر گرفت. به‌طور گسترده در کتاب قاعده طلایی: نظریه سرمایه‌گذاری رقابت حزبی و منطق سیستم‌های سیاسی پول محور در سال ۱۹۹۵ بیان کرد. نظریه با ذکر این نکته آغاز می‌شود: در نظام‌های سیاسی مدرن، هزینه کسب آگاهی سیاسی به قدری بالا است که هیچ شهروندی توان پرداخت آن را ندارد. در نتیجه، این نظام‌ها معمولاً تحت سلطه کسانی مثل نخبگان و شرکت‌هایی هستند که می‌توانند. این نخبگان سپس با «سرمایه‌گذاری» در احزاب یا سیاست‌هایی که از آنها حمایت می‌کنند، از طریق مشارکت‌های سیاسی و ابزارهای دیگر مانند تأیید در رسانه‌ها، به دنبال تأثیرگذاری بر سیاست هستند.

## رویکردها
| ردیف | نام نظریه‌پرداز | تولد - فوت                   | میلیت     | رویکرد     | Approach       |
| ---- | -------------- | ---------------------------- | --------- | ---------- | -------------- |
| ۱    | جیمز برنهام    | ۲۲ نوامبر ۱۹۰۵–۲۸ ژوئیه ۱۹۸۷ | آمریکایی  | اقتصادی    | Economic       |
| ۲    | ویلفردو پارتو  | ۱۵ ژوئیه ۱۸۴۸–۱۹ اوت ۱۹۲۳    | ایتالیایی | روان‌شناختی | Psychological  |
| ۳    | گایتانو موسکا  | ۱ آوریل ۱۸۵۸–۸ نوامبر ۱۹۴۱   | ایتالیایی | سازمانی    | Organizational |
| ۴    | روبرت میخلز    | ۹ ژانویه ۱۸۷۶–۳ می ۱۹۳۶      | آلمانی    | سازمانی    | Organizational |
| ۵    | سی. رایت میلز  | ۲۸ اگوست ۱۹۱۶–۲۰ مارس ۱۹۶۲   | آمریکایی  | نهادی      | Institutional  |